# 零態射
在範疇論中，零態射是一類特殊的態射，性質類似指向（或指出自）一個零對象的態射。

## 定義
令C為一個範疇，f : X → Y為C中的一個態射。如果對C中的任何對象W，都有g, h : W → X，fg = fh，則稱f是一個常態射（或稱左零態射）。對偶的，如果對C中的任何對象Z，都有g, h : Y → Z，gf = hf，則稱f是一個餘常態射（或稱右零態射）。同時是一個常態射與餘常態射時即為零態射。
具零態射範疇一詞代表對C中任兩個對象A,B，存在一個固定的態射0AB : A → B，且對任何C中的對象X, Y, Z與態射f : Y → Z, g : X → Y，需滿足下方的交換圖
態射0XY一定是零態射。
如果C是一個具零態射範疇，則0XY的搜集是唯一的。
「零態射」和「具零態射範疇」之間的定義並不一致，但如果一個範疇中的每個hom類都有一個「零態射」，則它就會是一個「具零態射範疇」。

## 例子
- 在群範疇（或模範疇）中的零態射是一個同態 f : G → H，使得G的元素全部送到H的單位元。群範疇中的零對象是平凡群 1 = {1}，在同構下是唯一的。所有零態射都能用1分解，即f : G → 1 → H.
- 整體來說，如果C有一個零對象0，則對所有對象X和Y存在一個唯一的態射列: 0XY : X → 0 → Y

用這種方式定義的態射會賦予C一個具零態射範疇的結構。
- 如果C是一個預可加範疇，則任何hom類Hom(X,Y)都會是一個交換群，因此具有零元素。這些零元素作為零態射使得C成為一個具零態射範疇。
- 集合範疇沒有零對象，但有空集∅作為初對象。Set僅有的右零態射是從∅到集合X的函數。

## 相關概念
如果一個範疇有零態射，則對每個態射都可以定義核和餘核。

## 腳註
1. ↑  . Math.stackexchange.com. 2015-01-17  [2016-03-30].